# Santa Rosa, La Trinitaria
Santa Rosa är en ort i Mexiko.   Den ligger i kommunen La Trinitaria och delstaten Chiapas, i den sydöstra delen av landet, 900 km sydost om huvudstaden Mexico City. Santa Rosa ligger 766 meter över havet och antalet invånare är 310.
Terrängen runt Santa Rosa är kuperad åt nordost, men åt sydväst är den platt. Terrängen runt Santa Rosa sluttar söderut. Runt Santa Rosa är det ganska glesbefolkat, med 43 invånare per kvadratkilometer. Närmaste större samhälle är Rodulfo Figueroa, 2,1 km söder om Santa Rosa. Omgivningarna runt Santa Rosa är en mosaik av jordbruksmark och naturlig växtlighet.